# خورخي مارتينيز راموس
خورخي مارتينيز راموس (بالإسبانية: Jorge Martínez Ramos)‏ (3 نوفمبر 1983 في الأوروغواي - ) هو لاعب كرة قدم أوروغواني في مركز الوسط. لعب مع A.C. Barnechea ‏.

## وصلات خارجية
- خورخي مارتينيز راموس على موقع Soccerway.com (الإنجليزية)